# Карданов, Мурат Асхадович
Мурат Асхадович Карданов (31 декабря 1916 года — 31 января 1987 года) — участник Великой Отечественной войны, командир взвода 301-го гвардейского стрелкового полка 100-й гвардейской стрелковой дивизии 37-го гвардейского стрелкового корпуса 7-й армии Карельского фронта, Герой Советского Союза.

## Биография
Родился 18 (31) декабря 1916 года в ауле Вако-Жиле ныне Адыге-Хабльского района Карачаево-Черкесской Республики в крестьянской семье. Черкес. Член ВКП(б)/КПСС с 1940 года. Окончил неполную среднюю школу в станице Баталпашинской (ныне — Черкесск). Работал в Адыге-Хабльском райвоенкомате Черкесской автономной области.
В Красную Армию призван в 1939 году, служил военным строителем, курсантом Иркутского кавалерийского училища, которое окончил в 1942 году; проходил обучение в воздушно-десантных войсках. В июне 1944 года М. А. Карданов в составе 37-го гвардейского стрелкового корпуса прибыл на Карельский фронт.
Командир взвода 301-го гвардейского стрелкового полка (100-я гвардейская стрелковая дивизия, 7-я армия, Карельский фронт) гвардии старший сержант Мурат Карданов в ходе Свирско-Петрозаводской наступательной операции советских войск умело организовал боевые действия взвода.
22 июня 1944 года при прорыве обороны противника, овладев частью вражеского опорного пункта — деревней Карельская, взвод под командованием Карданова переправится через реку Янгера в районе города Лодейное Поле Ленинградской области, захватил и в течение двух часов удерживал рубеж, обеспечивая форсирование реки батальоном.
25 июня 1944 года отважный гвардеец заменил выбывшего из строя командира роты. Рота, возглавляемая гвардии старшим сержантом Кардановым, овладела вражеским опорным пунктом у сёл Самбатукса — Пипилица Олонецкого района Карелии.
Указом Президиума Верховного Совета СССР от 21 июля 1944 года за образцовое выполнение боевых заданий командования на фронте борьбы с немецко-фашистским захватчиками и проявленные при этом мужество и героизм гвардии старшему сержанту Карданову Мурату Асхадовичу присвоено звание Героя Советского Союза с вручением ордена Ленина и медали «Золотая Звезда» (№ 4103).
После длительного лечения в госпиталях, с 1948 года лейтенант Карданов М. А. — в запасе, а затем в отставке, инвалид Великой Отечественной войны. Жил и работал в столице Карачаево-Черкесской Республики — городе Черкесске. Умер 31 января 1987 года. Похоронен в Черкесске.

## Награды
- Медаль «Золотая Звезда» (№ 4103);
- орден Ленина (1944);
- орден Отечественной войны 1-й степени (1985);
- медали.

## Память
В городе Раменское Московской области (где формировалась 100-я гвардейская воздушно-десантная дивизия) в честь Героев-десантников названа улица.